# Asini Quadrat (poeta)
Asini Quadrat (en llatí Asinius Quadratus) va ser un poeta romà en llengua grega, autor d'un únic epigrama dels inclosos a l'Antologia grega.
Aquest poema es considerava d'autoria incerta, però se li atribueix, a partir d'un escoli que diu Ἀσιννίου Κουαδράτου (Asini Quadrat) i afegeix: εἰς τοὺς ἀναιρεθέντας ὑπὸ τοῦ τῶν Ῥωμαίων ὑπάτου Σύλα, cosa que podria indicar que l'autor de l'epigrama era contemporani de Sul·la al segle i aC, però les proves són dubtoses. Alguns autors interpreten que es podria referir a la matança de molts atenesos per Sul·la després de la presa d'Atenes, i fins i tot es diu que es refereix a algun esdeveniment d'una guerra posterior, i que l'autor de l'epigrama no era altre que l'historiador Asini Quadrat.